# Smältdegel

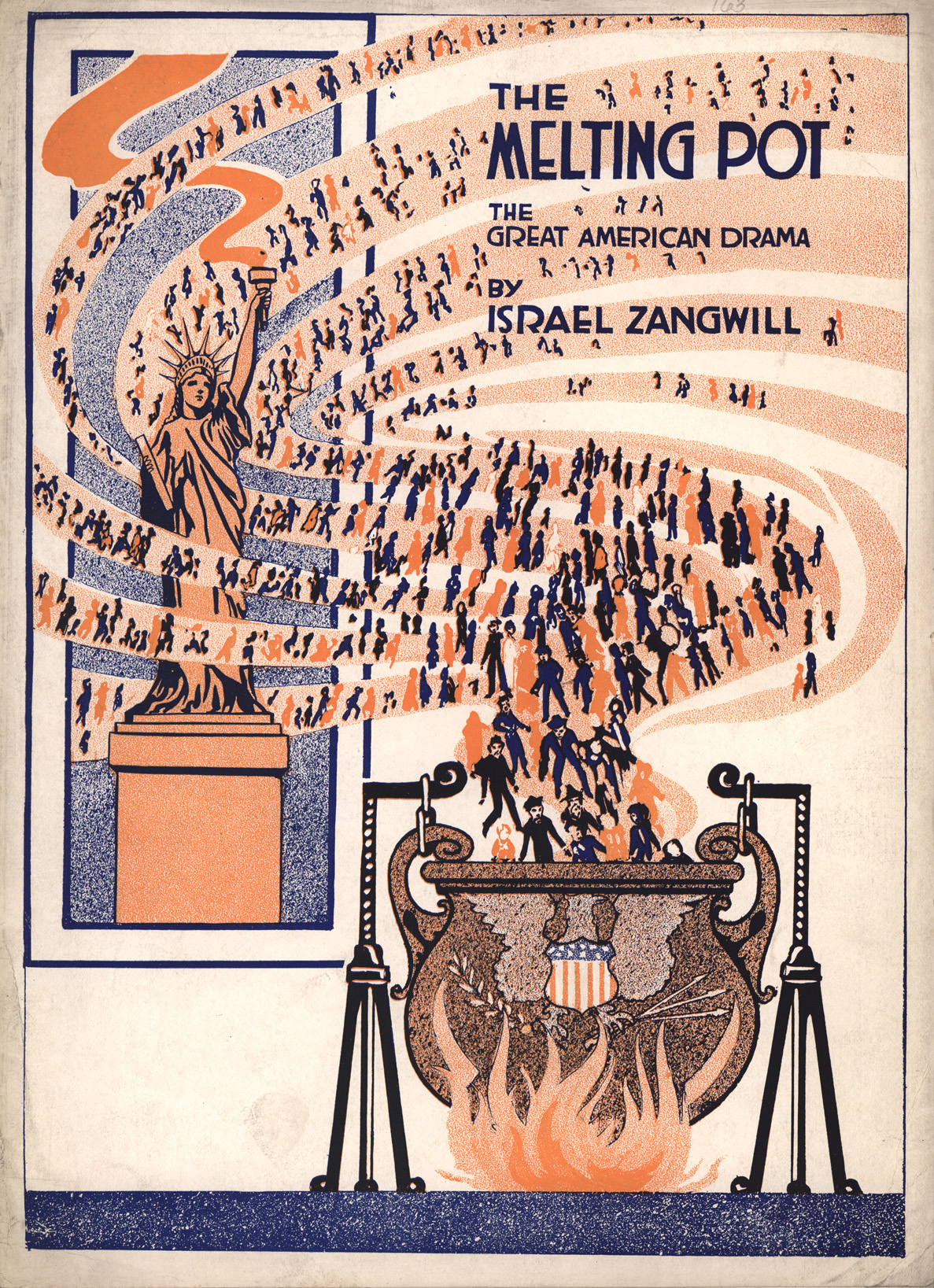
Bilden av USA som en smältdegel populariserades 1908 av pjäsen ’’ The Melting Pot ’’, skriven av den brittiske författaren Israel Zangwill.

En degel är en eldfast behållare som bland annat används inom kemi och metallhantering. Den är tillverkad av till exempel järn eller speciellt porslin och används för att smälta eller transportera ämnen vid hög temperatur, till exempel vid kemiska försök eller vid gjutning av metaller.
Bildligt används smältdegel om situationer där folk och folkslag, idéer, företeelser och liknande blandas: till exempel Denna folkens smältdegel (som detta land utgör), karaktärsutvecklingens smältdegel.
Smältdegel används som uttryck för mångkultur där alla invandrarkulturerna blandas utan större statlig eller offentlig inblandning; uttrycket associeras främst med USA. Det används för att beskriva ett samhälle som blir mer likartat; de olika elementen "smälter ihop" till en harmonisk helhet med en gemensam kultur.

## USA
När det gäller invandrare till USA har "smältdegel"-processen likställs med amerikanisering, det vill säga kulturell assimilation och ackulturation. Smältdegelmetaforen innebär både en sammansmältning av kulturer och blandäktenskap mellan etniciteter, men kulturell assimilation eller ackulturation kan också förekomma utan blandäktenskap. Således är afroamerikaner helt kulturellt integrerade i den amerikanska kulturen. Ändå är, mer än ett århundrade efter avskaffandet av slaveriet, blandäktenskap mellan afroamerikaner och andra etniska grupper mycket mindre vanliga än mellan olika vita etniciteter, eller mellan vita och asiatiska etniciteter. Blandäktenskap mellan vita och icke-vita, och speciellt afroamerikaner, har länge varit ett tabu i USA, och var olagligt i många amerikanska delstater fram till 1967.

## Colombia
Den colombianska befolkningen härstammar från tre större grupper: indianer, svarta och vita, vilka har beblandat sig med varandra under landets nästan 500-åriga historia. Inga officiella siffror finns tillgängliga, eftersom den colombianska regeringen slutade registrera etnicitet i folkräkningen efter 1918. Enligt en grov uppskattning i slutet av 1980-talet utgjorde mestiser (europeiskt och amerikanskt ursprung) ca 50% av befolkningen, vita (huvudsakligen europeiskt ursprung) 25%, mulatter (afrikanskt och europeiskt ursprung) 14% och zambos (afrikanskt och amerikanskt ursprung) 4%, svarta (huvudsakligen afrikanskt ursprung) 3% och indianer 1%.

## Användning i populärkultur
År 1969 släpptes låten "Melting Pot" av det brittiska bandet Blue Mink, som nådde plats 3 på den brittiska singellistan. Låttexten beskriver hur världen skulle bli en stor smältdegel där olika raser och religioner ska vara blandad.
I låten Empire State of Mind från 2009 med Jay-Z och Alicia Keys nämns även "the melting pot" som en benämning på New York.